# 215080 Kaohsiung
215080 Kaohsiung este un asteroid din centura principală de asteroizi.

## Descriere
215080 Kaohsiung este un asteroid din centura principală de asteroizi. A fost descoperit pe 20 martie 2009 la Observatorul Lulin de Tsai, Y.-S., Lin, C.-S.. Asteroidul prezintă o orbită caracterizată de o semiaxă mare de 2,79 ua, o excentricitate de 0,13 și o înclinație de 4,5° în raport cu ecliptica.